# 皮·維·瑞斯
哈洛德·彼得·亨利·「皮·維」·瑞斯（英語：Harold Peter Henry "Pee Wee" Reese，1918年7月23日—1999年8月14日），為美國職棒大聯盟的游擊手。生涯16個賽季皆效力於布魯克林道奇。
瑞斯在道奇時期拿過7次國聯冠軍，並拿下兩座冠軍。他在1984年入選名人堂。他最有名的事蹟就是支持第一位非裔球員傑基·羅賓森進入大聯盟。在當時種族歧視盛行的時代，瑞斯是少數支持羅賓森的球員。

## 職業生涯

### 生涯早期
1940年，瑞斯登上大聯盟。但是他因為腳跟骨裂開的關係，因此他整季僅出賽84場比賽，該年他的打擊率為2成72。1941年，他的打擊率為2成29，不過單季發生聯盟最多的47次失誤。這年道奇打進世界大賽，也許是因為菜鳥球員的緣故，瑞斯在系列賽的打擊率僅有2成，而且發生3次失誤。最後洋基4勝1敗拿下勝利。1942年，瑞斯首度入選明星賽。
由於二戰爆發，因此瑞斯在1943年至1945年間於美軍服役。沒有瑞斯的道奇隊表現便一落千丈。1944年球季更是只拿下63勝91敗在國聯排名第7。1946年球季，瑞斯終於重返職棒。他的加入讓球隊多了競爭力，最後甚至與紅雀進行大聯盟史上頭一遭的系列加賽。可惜道奇不敵陣容更完整的紅雀，無緣挺進世界大賽。

### 傑基·羅賓森
1947年春訓，報導指出道奇隊很有可能會從蒙特婁的黑人聯盟球隊迎來傑基·羅賓森。許多球員也發起請願書，根據運動作家，同時也是瑞斯好友的Roger Kahn報導，很多球員都威脅大聯盟如果讓黑人球員參賽就拒絕打球。不過瑞斯最後拒絕簽署這份請願書。
當時有人問起瑞斯如果羅賓森未來代替他成為球隊的游擊手會怎麼辦，而瑞斯則是很闊氣地回答：「如果他(羅賓森)能勝任我的守備位置，那當然是交給他囉！」由於當時種族歧視很盛行，瑞斯是大聯盟中非常少數歡迎羅賓森的球員。1947年，一名運動作家Jimmy Cannon甚至寫道：「羅賓森是我看過最孤單的運動員。」
1947年，羅賓森跟著球隊到客場征戰。在辛辛那提時，他受到當地球迷的言語嘲諷。身為球隊老大哥的瑞斯則是馬上跑過去在群眾面前搭著羅賓森的肩，讓全場觀眾瞬間鴉雀無聲。而這個動作後來在2005年被製作成銅像放在布魯克林的MCU公園以茲紀念。紐約時報的專欄作家Bob Herbert也說瑞斯的這個動作是棒球史上最精彩的時刻。
在羅賓森面對世人的辱罵與冷嘲熱諷時，瑞斯總是陪在他身邊跟他一起度過難關。1947年，瑞斯的打擊率為2成84，並得到聯盟最高的104次保送。他的長打率4成26也是生涯新高。後來Roger Kahn在1972年寫了一本書叫做《夏日裡的一群男孩》，裡頭描述了瑞斯與羅賓森深厚的友情。
1972年，羅賓森去世。瑞斯也去參加他的喪禮，紀念當時一同征戰的隊友。

### 生涯晚期
1949年，瑞斯以132次得分拿下該年的國聯得分王。儘管道奇隊再次闖進世界大賽，而且瑞斯在系列賽的打擊率高達3成16，最後還是不敵洋基隊。
1950年，瑞斯正式被任命為道奇隊隊長。1951年，他拿下生涯新高的84分打點。1952年，他以30次盜壘拿下盜壘王。該年的世界大賽，瑞斯的打擊率高達3成45，並有一支全壘打與4分打點。他還在第3場與隊友羅賓森發動一次雙盜壘。
1953年，道奇單季拿下105勝，再度挺進世界大賽。該年瑞斯的打擊率為2成71，並得108分。然而他們又再次於世界大賽輸給洋基。球季結束後，道奇原本打算讓瑞斯勝任總教練，不過最後被回絕了。最後球隊找來傳奇教頭Walter Alston執教，Alston也執教了超過20年。
1954年，36歲的瑞斯繳出3成09的打擊率，這也是他生涯首度單季打擊率超過3成。1955年，道奇終於拿下首座世界大賽冠軍。
1957年，瑞斯的先發位置被另一名黑人球員Charlie Neal給取代。1958年，他以替補游擊手身分出賽58場比賽，打擊率2成24。1959年，他轉戰教練後又再拿下一座冠軍。

## 生涯打擊數據
| 出賽次數 | 打席 | 打數 | 得分 | 安打 | 二安 | 三安 | 全壘打 | 打點 | 盜壘 | 保送 | 三振 | 打擊率 | 上壘率 | 長打率 | 觸身球 | 守備率 |
| -------- | ---- | ---- | ---- | ---- | ---- | ---- | ------ | ---- | ---- | ---- | ---- | ------ | ------ | ------ | ------ | ------ |
| 2166     | 9470 | 8058 | 1338 | 2170 | 330  | 80   | 126    | 885  | 232  | 1210 | 890  | .269   | .366   | .377   | 26     | .962   |

## 晚年與逝世
晚年的瑞斯都在與前列腺癌及肺癌搏鬥，最終他於1999年8月14日去世，享年81歲。

## 獎項與榮譽
1984年，瑞斯和瑞克·費瑞爾一同入選名人堂。同一年，道奇隊也將瑞斯的1號球衣永久退役。
2000年，紅人3A的球場建了一座瑞斯的雕像。紅人的3A球隊路易斯安那蝙蝠也將1號球衣退休以紀念瑞斯。
2005年11月，布魯克林的MCU公園建了瑞斯與羅賓森的雕像。由於兩位球員在雕像建成時都已去世，因此由他們的遺孀代表出席，以紀念大聯盟打破種族藩籬的時刻。

## 個人生活
1942年3月29日，瑞斯與杜蒂·華頓結婚。2012年3月7日，杜蒂因病去世。她去世時距離兩人結婚70週年僅僅差了22天。

## 流行文化
在電影傳奇42號中，由盧卡斯·布萊克飾演瑞斯。

## 外部連結
- 球員資訊和成績在MLB，ESPN，Baseball-Reference，Fangraphs（英文）
- 皮·維·瑞斯在台灣棒球維基館上的頁面（繁體中文）